# Anja Pistor-Hatam
Anja Pistor-Hatam (* 25. April 1962 in Freiburg im Breisgau) ist eine deutsche Islamwissenschaftlerin. Sie beschäftigt sich besonders intensiv mit Iran bzw. dessen Vorgängerstaaten.

## Leben und Wirken
Pistor-Hatam studierte von 1982 bis 1991 die Fächer Islamwissenschaft sowie Neuere und Neueste Geschichte an der Universität Freiburg. Nachdem sie den Magister Artium erlangt hatte, wurde sie an der Universität Freiburg promoviert und arbeitete bis 1991 als wissenschaftliche Angestellte am dortigen Orientalischen Seminar. Von 1991 bis 1992 war sie für das Zentrum für Türkeistudien Essen/Bonn tätig. Im Anschluss war Pistor-Hatam innerhalb des Schwerpunktprogramms der Deutschen Forschungsgemeinschaft „Transformationen der europäischen Expansion vom 16. bis zum 20. Jahrhundert“ als Wissenschaftliche Mitarbeiterin beschäftigt. Es folgte im Wintersemester 1998 bis 1999 die Vertretung der Hochschulassistenz am Lehrstuhl für Iranistik der Universität Bamberg. Pistor-Hatam habilitierte sich 1999 an der Universität Heidelberg und übernahm kurz darauf die Vertretung des Lehrstuhls für Islamwissenschaft an der Universität Kiel. Seit 2003 ist sie als C4-Professorin Inhaberin dieses Lehrstuhls. Von 2008 bis 2010 war Pistor-Hatam Dekanin der Philosophischen Fakultät der CAU und danach bis 2012 Prodekanin für Forschung ihrer Fakultät. Von 2010 bis 2014 hatte Pistor-Hatam das Amt der Vorsitzenden des Akademischen Senats inne. Seit Juni 2014 ist sie Vizepräsidentin für Akademische Angelegenheiten, Internationales und Diversität ihrer Universität.
Pistor-Hatam ist Mitglied der Deutschen Morgenländischen Gesellschaft, der Association for Iranian Studies und der Societas Iranologica Europea.

## Ämter und Funktionen (Auswahl)
- Seit 2014: Mitglied im wissenschaftlichen Beirat der Österreichischen Akademie der Wissenschaften, Institut für Iranistik
- seit 2011: Mitglied der Akademie der Wissenschaften in Hamburg[2]; 2013 bis 2014  Sprecherin der Arbeitsgemeinschaft „Region, Nation, Europa“
- 2003–2011: Beisitzerin im Vorstand der Deutschen Morgenländischen Gesellschaft
- 2003–2007: Beraterin des schleswig-holsteinischen Bildungsministeriums am Runden Tisch zur Einführung islamischen Religionsunterrichts an Grundschulen des Landes

## Veröffentlichungen (Auswahl)
- als Herausgeberin mit Anna-Margaretha Horatschek: Identitäten im Prozess. Region, Nation, Staat, Individuum (= Abhandlungen der Akademie der Wissenschaften in Hamburg. 6). De Gruyter Akademie Forschung, Berlin u. a. 2016, ISBN 978-3-11-041126-3.
- Geschichtsschreibung und Sinngeschichte in Iran. Historische Erzählungen von mongolischer Eroberung und Herrschaft, 1933–2011 (= Iran studies. 10). Brill, Leiden u. a. 2014, ISBN 978-90-04-27127-2. Rezension: Fragner Bert: „Eine langjährige und weltweite Debatte um iranische Identität“, in: Wiener Zeitschrift für die Kunde des Morgenlandes 108 (2018), S. 313–20.
- Historical Thinking in Intercultural Perspective: Iranian Narratives on the Mongol Era. In: Middle East – Topics & Arguments. 3, 2014, ISSN 2196-629X, S. 104–112, doi:10.17192/meta.2014.3.2030.
- Impressionen aus der deutschen Provinz: Der türkische Dichter Ahmet Haşim (1884–1933) in Frankfurt a. M. In: Wiener Zeitschrift für die Kunde des Morgenlandes. 99, 2009, ISSN 0084-0076, S. 281–307, JSTOR:23861997.
- ‚Wir wollen dir erzählen/Die schönste der Geschichten‘: Die Josephsgeschichte in Koran und Literatur. In: Christiana Albertina. 62, Mai 2006, ISSN 0578-0160, S. 8–21.
- Islamisches Erbe und westlicher Einfluß. Der Literat Jalâl Âl-e Ahmad (1923–69) zur Kultur in Iran. In: Periplus. Jahrbuch für außereuropäische Geschichte. 13, 2003, ISSN 0941-6218, S. 84–98.
- ‚Sage nichts Französisches.‘ Überlegungen zu fremdsprachigen Entlehnungen im Deutschen und Persischen. In: Rainer Brunner, Monika Gronke, Jens Peter Laut, Ulrich Rebstock (Hrsg.): Islamstudien ohne Ende. Festschrift für Werner Ende zum 65. Geburtstag (= Abhandlungen für die Kunde des Morgenlandes. 54, 1). Ergon, Würzburg 2002, ISBN 3-89913-260-2, S. 355–364.
- als Herausgeberin: Amtsblatt, vilayet gazetesi und unabhängiges Journal: Die Anfänge der Presse im Nahen Osten (= Heidelberger Studien zur Geschichte und Kultur des modernen Vorderen Orients. 27). Lang, Frankfurt am Main u. a. 2001, ISBN 3-631-37704-5.